# Henning Behrens
Henning Behrens (* 1. Februar 1940 in Hamburg) ist ein deutscher Wirtschafts- und Politikwissenschaftler und arbeitet als Unternehmensberater.

## Leben
Nach dem Abitur am Gymnasium Blankenese studierte Behrens Wirtschafts- und Politikwissenschaft an der Universität Hamburg und der Freien Universität Berlin. Er erwarb Studienabschlüsse zum Diplom-Volkswirt und Diplom-Politologen (FU-Berlin). 1978 promovierte er zum Dr. rer. pol. an der Ludwig-Maximilians-Universität München. Er forschte und lehrte an der University of Southern California, der Johns Hopkins University und ab 1990 an der European University (Professor of Economics/Global Enterprise). Er war bei MBA und Executive MBA Programme an 16 europäischen und internationalen Einrichtungen aktiv.
Behrens arbeitet als selbstständiger Wirtschafts-, Unternehmens- und Politikberatung. Er beriet multinationale Unternehmen und zahlreiche mittelständische Unternehmen wie ABB, die BMW Group, das Joint Venture BMW/Brilliance; Retail Start-up in China (International BMW Master Coach, Benchmark), RHW/Audi, Lucent Technologies, Wayss & Freytag/Rheinland Pfalz (Konvergenz vom NATO-Flughafen zum Zivil-Flughafen Frankfurt-Hahn) sowie die Volkswagen AG.

## Publikationen
Seine wissenschaftlichen Publikationsthemen umfassen zur Zeit des Kalten Krieges: Konzepte der Internationalen Politik, Entwicklungen an den Brandherden des Mittleren Ostens, Systemvergleich BRD/DDR (Materialien zum Bericht zur Lage der Nation), Strategie und Taktik internationaler Verhandlungsprozesse; und mit dem Übergang zum 21. Jahrhundert: Wie Globalisierung und Globalisierungsprozesse in der Internationalen Politik, in der Weltwirtschaft und im Internationalen Business die Welt und das lokale, regionale und globale Zusammenleben der Menschen herausfordern und verändern.

## Werke
- BRD-DDR: Systemvergleich 3: Nation – Staat – Wirtschaft – Sozialpolitik. Westdeutscher Verlag, Opladen 1974. Materialien zum Bericht zur Lage der Nation 1974. Bundestagsdrucksache VII/2423, Bonn 1974 (Mitarbeit - Mitverfasser)
- Politische Entscheidungsprozesse. (= Studien zur Sozialwissenschaft, Band 42), Westdeutscher Verlag, Opladen 1980, ISBN 3-531-11497-2
- Die Afghanistan Intervention der UdSSR. Tuduv Verlag, München 1982.
- Strategie und Taktik Internationaler Verhandlungsprozesse. GCR-Publication, 1983
- Behrens/Noack: Theorien der Internationalen Politik. Deutscher Taschenbuch Verlag, Band 4414; dtv Wissenschaft, München 1984. ISBN 3-423-04414-4
- Hrsg. von Siegfried Schoppe unter Mitarbeit von Henning Behrens u. a.: Kompendium der Internationalen Betriebswirtschaftslehre. Oldenbourg, München 1991, ISBN 3-486-21395-4
- Qualitätsmanagement-Handbücher (in 15 mittelständischen Unternehmen auditiert als Output mehrjähriger Management-Beratungs- und Coaching-Prozesse; © Unternehmer).
- Global Enterprise: Panoramabild Globaler Zivilisation im 21. Jahrhundert. Edition Lithaus, Berlin 2007. ISBN 3-939305-03-0
- Globalization Vibrates The 21st CenturyEnglish Publication: Globalization vibrates The 21st Century. 2010, uni-edition, Berlin, ISBN 978-3-942171-11-3